# فيندام
فيندام Veendam  بلدية هولندية تقع في الشمال الشرقي للبلاد بمقاطعة خرونينجن.

## طوبوغرافيا
خريطة طوبوغرافية هولندية لبلدية فيندام، 2014، (تقرأ بعد ثلاث نقرات على الخريطة)

## توأمة
لفيندام اتفاقيات توأمة مع كل من:
- غنيزنو
- كيلونا

## أعلام
- هيرمان جوهانس لام